# Кепет
Кепет (рум. Căpăt) — село у повіті Тіміш в Румунії. Входить до складу комуни Раковіца.
Село розташоване на відстані 374 км на північний захід від Бухареста, 34 км на схід від Тімішоари.

## Населення
За даними перепису населення 2002 року у селі проживали 286 осіб.
Національний склад населення села:
| Національність | Кількість осіб | Відсоток |
| -------------- | -------------- | -------- |
| румуни         | 238            | 83,2%    |
| угорці         | 31             | 10,8%    |
| українці       | 17             | 5,9%     |

Рідною мовою назвали:
| Мова       | Кількість осіб | Відсоток |
| ---------- | -------------- | -------- |
| румунська  | 239            | 83,6%    |
| угорська   | 29             | 10,1%    |
| українська | 18             | 6,3%     |